# Groenblauw
Groenblauw (Engels: teal, middelnederlands: taeling) is een licht-verzadigde kleur die bestaat uit de elementen groen en blauw. Deze kleur kan worden gemaakt door het mixen van een relatief grote hoeveelheid groen met een relatief kleine hoeveelheid blauw op een witte basis. De kleur kan enigszins dieper gemaakt worden door een beetje grijs of zwart toe te voegen, maar dat wordt over het algemeen niet aangeraden. Groenblauw is een van de zestien oorspronkelijke HTML/CSS-kleuren die zijn opgesteld in 1987.
De kleur groenblauw wordt vaak onterecht aangezien voor cyaan.

## Gebruik van groenblauw
Groenblauw is voornamelijk bekend als de kleur van de lintjes en armbanden die slachtoffers van eierstokkanker dragen.
Het is de standaard achtergrondkleur voor het bureaublad van Windows 95 en Windows NT.
Tevens is het de haarkleur van de bekende vocaloid-zangeres Hatsune Miku.